# Allianz Riviera
Allianz Riviera je višenamjenski stadion u Nici u Francuskoj. 
Koristi se uglavnom za nogometne utakmice, na njemu domaće utakmice igra nogometni klub OGC Nice te povremeno rugby klub Toulon.
Stadion ima kapacitet od 35.624 mjesta, te je zamijenio gradski stadion Stade du Ray. Izgradnja je započela 2011. godine, a završena je dvije godine kasnije. Otvoren je 22. rujna 2013. godine, na utakmici između OGC Nice i Valenciennesa.
Stadion je izvorno bio planiran da bude završen do 2007. godine, međutim gradnja je zaustavljena zbog zabrinutosti vezanih za buduće troškove konstrukcije. Projekt je oživio zbog uspješne Francuske kandidature za domaćina Europskog prvenstva 2016. Zbog sponzorskih propisa UEFA-e stadion je poznat kao Stade de Nice u UEFA natjecanjima.

## Nogometna natjecanja

### Europsko prvenstvo 2016.
| Datum      | Reprezentacija       | Rez. | Reprezentacija       | Krug         |
| ---------- | -------------------- | ---- | -------------------- | ------------ |
| 12. lipnja | Poljska              | 1-0  | Sjeverna Irska       | Grupa C      |
| 17. lipnja | Španjolska           | 3-0  | Turska               | Grupa D      |
| 22. lipnja | Švedska              | -    | Belgija              | Grupa E      |
| 2. srpnja  | Pobjednik susreta 41 | -    | Pobjednik susreta 43 | Osminafinale |

## Vanjske poveznice
- Službena stranica